# Tidal (szolgáltató)
A Tidal egy norvég feliratkozás-alapú, kereskedelmi zene-streamelő szolgáltatás. Magas minőségű videóklipek mellett sok exkluzív tartalmat is kínál. 2014-ben indította el a norvég Aspiro, a Project Panther Bidco Ltd. a tulajdonosa.
A nagyobb lemezkiadók (Sony, EMI, Warner Music Group és a Universal) és kisebb, független kiadók közreműködésével kínál több, mint 70 millió dalt és 250 ezer videóklipet. Kétféle hozzáférési lehetőséget ajánl: a Tidal Premium és a Tidal HiFi. A Tidal szerint ők fizetik a legnagyobb százalékot a streaming szolgáltatók közül a bevételeikből az előadóknak, közel háromszor annyit, mint a Spotify.

## Történet
Az Aspiro a norvég WiMP cégből ágazott el. Az Aspiro az Egyesült Királyságban, az Egyesült Államokban és Kanadában volt indulásakor elérhető. Jay-Z a céget 2015 januárjában vette meg $56.2 millióért. Az Aspiro megvétele előtt Jay-Z azt mondta egy Billboard-dal készült interjúban elmondta, hogy más streaming szolgáltatásokkal is kapcsolatban volt, hogy partnerként együttműködjön velük, de végül a függetlenség hiánya miatt a cég megvétele mellett döntött.
2015 áprilisában az Aspiro bezárta stockholmi irodáit és Andy Chen helyét átvette Peter Tonstad, mint vezérigazgató. 2015 decembere és 2017 között Jeff Toig volt a cég vezérigazgatója, akinek a helyét Richard Sanders vette át.
2017-ben több podcast indulását is bejelentették, Fat Joe és Joey Badass rapperek a "Coca Vision" és a "47 Minutes" házigazdái.

## Exkluzivitás
2015 áprilisában a Tidal-exkluzívok között volt Beyoncé "Die With You" dala, Madonna "Ghosttown" videóklipjének az előzetese és Rihanna "American Oxygen" száma és videóklipje.
Prince halála előtt albumainak egy nagy része csak a Tidal-on keresztül volt elérhető online.
2016 januárjában egy hétig csak a Tidal-on jelent meg Rihanna Anti albuma. 2016 februárjában a Tidal leszerződött Kanye West The Life of Pablo-jának kiadására, amelyről a rapper azt mondta, hogy soha nem fog más szolgáltatónál megjelenni és nem lesz sehol máshol eladva. 2016 áprilisában Beyoncé kiadta a Lemonade-et a Tidal-on keresztül.
Jay-Z 2017-es 4:44 albuma is a Tidal-on debütált, majd a következő évben a közreműködés-albuma Beyoncével, az Everything Is Love is a platformon jelent meg. A rapper teljes zenei katalógusa csak a Tidal-on volt elérhető az előadó 50. születésnapjáig.

## Modell
A Tidal elérhető a Microsoft Windows, macOS, iOS és Android felületeken. Kompatibilis az Apple TV-vel, a Roku-val, CarPlay-jel, Android TV-vel, és az Amazon Fire TV-vel.
| Név    | Hirdetésmentes | Hallgatási idő | Lossless audió | Bitráta | Kodek |
| ------ | -------------- | -------------- | -------------- | ------- | --- |
| Egyéni | Igen           | Korlátlan      | Igen           | változó | AAC (Minden operációs rendszeren) FLAC (Android/Windows/macOS/Web/asztali alkalmazás), ALAC (iOS), MQA/Master (Android/iOS/asztali alkalmazás) |